# Patrick Asmah
Patrick Kojo Asmah (Accra, 25 gennaio 1996) è un calciatore ghanese, difensore svincolato.

## Caratteristiche tecniche
È un terzino sinistro.

## Carriera

### Club
Nel mercato invernale del 2016 viene acquistato dall'Atalanta che lo aggrega alla Primavera.
L'estate successiva viene ceduto in prestito all'Avellino. L'esordio nei professionisti avviene il 27 agosto, in occasione della prima gara di campionato, contro il Brescia. Il 24 dicembre, in occasione del derby contro la Salernitana, s'infortuna alla caviglia e sarà costretto a stare lontano dai campi di gioco per oltre 4 mesi. Rientra in campo soltanto il 1 maggio del 2017, per il derby contro il Benevento. La sua prima esperienza tra i professionisti si conclude col bilancio di 16 gare disputate e 0 reti segnate con la maglia degli irpini.
Dopo una mezza stagione in prestito alla Salernitana tuttavia senza mai giocare per via di un lungo infortunio, il 7 agosto 2018 è ceduto in prestito agli slovacchi del Senica, dove ritrova condizione atletica e buone prestazioni.
Nell'ottobre del 2020 fa ritorno in patria siglando un contratto triennale con l'Asante Kotoko. Con la squadra di Kumasi disputa in totale 33 presenze, ma le sue prestazioni sono condizionate dagli infortuni. Ad agosto 2023, al termine del proprio contratto, rimane svincolato.

### Nazionale
Nel 2015 è stato convocato dalla nazionale Under-20 ghanese con cui ha disputato i campionati africani (chiusi con un terzo posto) ed i mondiali di categoria. Sempre nel medesimo anno ha inoltre giocato la sua unica partita in carriera con la nazionale maggiore ghanese.

## Statistiche

### Presenze e reti nei club
Statistiche aggiornate al 07 gennaio 2024.
| Stagione             | Squadra              | Campionato           | Campionato | Campionato | Coppe nazionali | Coppe nazionali | Coppe nazionali | Coppe continentali | Coppe continentali | Coppe continentali | Altre coppe | Altre coppe | Altre coppe | Totale | Totale |
| Stagione             | Squadra              | Comp                 | Pres       | Reti       | Comp            | Pres            | Reti            | Comp               | Pres               | Reti               | Comp        | Pres        | Reti        | Pres   | Reti   |
| -------------------- | -------------------- | -------------------- | ---------- | ---------- | --------------- | --------------- | --------------- | ------------------ | ------------------ | ------------------ | ----------- | ----------- | ----------- | ------ | ------ |
| 2016-2017            | Avellino             | B                    | 16         | 0          | CI              | 0               | 0               | -                  | -                  | -                  | -           | -           | -           | 16     | 0      |
| 2017-2018            | Salernitana          | B                    | 0          | 0          | CI              | 0               | 0               | -                  | -                  | -                  | -           | -           | -           | 0      | 0      |
| 2018-2019            | Senica               | SL                   | 14+5       | 1+1        | CS              | 6               | 1               | -                  | -                  | -                  | -           | -           | -           | 25     | 3      |
| 2020-2021            | Asante Kotoko        | PL                   | 20         | 0          | -               | -               | -               | CAF CL             | 0                  | 0                  | -           | -           | -           | 20     | 0      |
| 2021-2022            | Asante Kotoko        | PL                   | 10         | 0          | -               | -               | -               | -                  | -                  | -                  | -           | -           | -           | 10     | 0      |
| ago. 2023            | Asante Kotoko        | PL                   | 3          | 0          | -               | -               | -               | -                  | -                  | -                  | -           | -           | -           | 3      | 0      |
| Totale Asante Kotoko | Totale Asante Kotoko | Totale Asante Kotoko | 33         | 0          |                 | 0               | 0               |                    | 0                  | 0                  |             | -           | -           | 33     | 0      |
| Totale carriera      | Totale carriera      | Totale carriera      | 68         | 2          |                 | 6               | 1               |                    | 0                  | 0                  |             | -           | -           | 74     | 3      |

### Cronologia presenze e reti in nazionale
| Cronologia completa delle presenze e delle reti in nazionale ― Ghana | Cronologia completa delle presenze e delle reti in nazionale ― Ghana | Cronologia completa delle presenze e delle reti in nazionale ― Ghana | Cronologia completa delle presenze e delle reti in nazionale ― Ghana | Cronologia completa delle presenze e delle reti in nazionale ― Ghana | Cronologia completa delle presenze e delle reti in nazionale ― Ghana | Cronologia completa delle presenze e delle reti in nazionale ― Ghana | Cronologia completa delle presenze e delle reti in nazionale ― Ghana |
| Data                                                                 | Città                                                                | In casa                                                              | Risultato                                                            | Ospiti                                                               | Competizione                                                         | Reti                                                                 | Note                                                                 |
| -------------------------------------------------------------------- | -------------------------------------------------------------------- | -------------------------------------------------------------------- | -------------------------------------------------------------------- | -------------------------------------------------------------------- | -------------------------------------------------------------------- | -------------------------------------------------------------------- | -------------------------------------------------------------------- |
| 18-10-2015                                                           | Kumasi                                                               | Ghana                                                                | 2 – 1                                                                | Costa d'Avorio                                                       | Qualificazioni Campionato Nazioni Africane 2016                      | -                                                                    |                                                                      |
| Totale                                                               |                                                                      | Presenze                                                             | 1                                                                    |                                                                      | Reti                                                                 | 0                                                                    |                                                                      |

## Palmarès

### Club

#### Competizioni nazionali
- Premier League (Ghana): 1

Asante Kotoko: 2021-2022